# Mont-Dol
Mont-Dol település Franciaországban, Ille-et-Vilaine megyében. Lakosainak száma 1076 fő (2022. január 1.). Mont-Dol Hirel, Le Vivier-sur-Mer, Cherrueix, Baguer-Pican, Dol-de-Bretagne, La Fresnais és Roz-Landrieux községekkel határos.

## Népesség
A település népességének változása:
| Lakosok száma | 1105 | 1046 | 1111 | 1194 | 1136 | 1121 | 1093 | 1085 | 1082 | 1076 |
|               | 1968 | 1982 | 1990 | 2006 | 2013 | 2015 | 2017 | 2019 | 2020 | 2022 |